# وسيم يوسف
وسيم يوسف أحمد شحاده (ولد 29 يونيو 1981 -) داعية إسلامي أردني من أصل فلسطيني حاصل على الجنسية الإماراتية.

## حياته
ولد في عام 1981 بمدينة إربد في الأردن. بدأ مشواره الدعوي عبر العمل في تفسير الأحلام، وألف عنها كتاباً، وحصل على الجنسية الإماراتية عام 2014. صرّح مدير عام دائرة الأحوال المدنية والجوازات في الأردن، فهد العموش، في مايو (أيار) 2021، بأنَّ «الداعية، وسيم يوسف، يحمل جواز السفر الأردني، وأنه لا يوجد ما يشير إلى تخليه عن الجنسية الأردنية»، كما أشار أنه «لا يوجد أيضًا لدى دائرة الأحوال المدنية، ما يشير إلى حصول وسيم يوسف على جنسية أخرى غير الجنسية الأردنية»، حيث وضح أنَّ «آخر عملية تجديد لجواز سفره كانت في عام 2009، أي أنَّ صلاحيته انتهت عام 2014، ولم يجدد بعد ذلك».
منذ عام 2014، بدأ وسيم يوسف يقدّم عدة برامج إسلامية على قنوات فضائية منها قناة أبوظبي. واشتهر بمهاجمته لجماعة الإخوان المسلمون والسلفية بشكل عام. تعرض لموجة من الانتقاد بعد تهنئته الإمارات وإسرائيل على الاتفاق بينهما، ومهاجمته الفلسطينيين بقوله: «إن اليهود أشرف منهم.» واعتذاره للإسرائيليين عن أي إساءة كان قد توجه بها إليهم.

## إثارته للجدل
بين الحين والآخر يثير وسيم يوسف حالة من الجدل والسخط لدى شريحة كبيرة من المسلمين بسبب بعض آراءه واقتراحاته المخالفة للفكر السائد، ومنها تصريحاته عن عالم الحديث البارز محمد بن إسماعيل البخاري، حيث أكّد على رأيه المشكك بصحة جميع أحاديث كتاب «صحيح البخاري»، متراجعاً عن أقواله السابقة التي تثق بالكتاب بشكل تام، وواصل إثارته للجدل عبر تغريدة أخرى عن الأديان الإبراهيمية، وقد هوجمَ وسيم يوسف بعد تغريداته التي يشرعن فيها لبناء يجمع الديانات السماوية من المنتظر الانتهاء منه في 2022، وحاول وسيم يوسف إضفاء شرعية للبناء الجديد بتغريداته قائلًا: البيت الإبراهيمي بيت مكون من ثلاثة أقسام يجمع الإخوة من صلب آدم، ويحوي على معبد لليهود وكنيسة للمسيحيين ومسجد للمسلمين.
كما أثار الجدل أثناء الحرب على غزة عام 2021، حيث ذكرت القدس العربي: «أثار الداعية الإماراتي وسيم يوسف موجة غضب واسعة على مواقع التواصل الاجتماعي، الثلاثاء، إثر تأييده الاستهداف الإسرائيلي للمدنيين في قطاع غزة، واتهام حركة حماس بإطلاق الصواريخ من مساكن ومنازل الناس، وأنها حولت غزة إلى “مقبرة للأبرياء”». كما تصفه بعض المصادر أنهُ «شيخ التطبيع»، ومصادر أخرى تدعوه «الداعية المخابراتي». نتيجةً لإثارته الجدل في حرب غزة، وصفه رئيس لجنة فلسطين النيابية النائب محمد الظهراوي: «أنت لست عربي ولا مسلم ولا أردني ولا فلسطيني فالعربي الشريف مقاوم والمسلم العفيف لا يساوم والأردني لم يكن يومًا إلا فدائي ولا يساوم عار عليك الأردن وعار عليك فلسطين ولعنة الله عليك ياساقط». انتشر أيضًا عبر مواقع التواصل الاجتماعي أنَّ «الداعية الإماراتي وسيم يوسف تلقى مبلغاً مالياً بقيمة نصف مليون دولار من (منصة إسرائيل بالعربية والتي تنقل أخبار دولة الاحتلال باللغة العربية) للوقوف بجانب إسرائيل».
في مايو (أيار) 2021 توقّف نشاط وسيم يوسف على مواقع التواصل بشكل مفاجئ، حيث نشر آخر تغريدة له في 19 مايو (أيار) 2021، وطُرحت عدّة فرضيات لسبب ذلك، فتذكر بعض المصادر أنه نُقل إلى أحد مشافي دبي ودخل في غيبوبة بعد تعرضه لضربٍ مُبرح وطعن على يد شابٍ إماراتي، كما أُحرقت سيارته، ولكن لم تُعقب أي مصادر رسمية على الموضوع. بنفس الوقت، ذكرت مصادر أُخرى بأنَّ الأمن الإماراتي ألقى القبض عليه، بسبب «لنزع فتيل الأزمة الأخيرة مع الأردن، عقب تصريحاته التي قال فيها إن جواز السفر الأردني لا يشرفه».
عاد وسيم يُوسف للتغريد عبر حسابه في تويتر بتاريخ 23 يناير (كانون الثاني) 2022 ميلاديًا، حيث غرد قائلًا «اللهم احفظ وطني #الإمارات». اكتفى وسيم بالتغريد عبر حسابه دون أن يُوضح سبب انقطاعه طوال مدة 8 شهور.

## إعفاؤه من الخطابة بجامع الشيخ زايد الكبير
في الأول من فبراير لعام 2020 ميلاديًا أصدر مركز جامع الشيخ زايد بن سلطان بالعاصمة الإماراتية أبوظبي، بيانًا بشأنه، وأعلن فيه أن وسيم يوسف لم يعد بعد الآن إماماً وخطيبًا لمركز جامع الشيخ زايد الكبير، وذلك بعد أن كلف خطيباً لجامع الشيخ سلطان بن زايد الأول.

## إصابته بالسرطان
في أبريل 2024 أعلن وسيم يوسف إصابته بسرطان الساركوما وهو من أخطر أنواع السرطان المميت.

## مؤلفاته
- «علمتني آية» صدر عام 2017 عن بلاتينيوم بوك. (ردمك 9789996619250)[29]
- «كنت متطرفًا» صدر عام 2018 عن مداد للنشر والتوزيع. (ردمك 9789948246305).[30]